# Mesosa chassoti
Mesosa chassoti es una especie de escarabajo longicornio del género Mesosa, categorizada en la tribu Mesosini, de la subfamilia Lamiinae. Fue descrita por Breuning en 1970.

## Descripción
Mide 17 mm de longitud.

## Distribución
Se distribuye por China.